# Svartabborrtjärnen (Håsjö socken, Jämtland)
Svartabborrtjärnen är en sjö i Bräcke kommun i Jämtland och ingår i Ljungans huvudavrinningsområde.